# Paul Krische
Paul Krische (* 1. Mai 1878 in Göttingen; † 5. November 1956 in Berlin) war ein deutscher Agrikulturchemiker, Agrargeograph und Freidenker.

## Leben

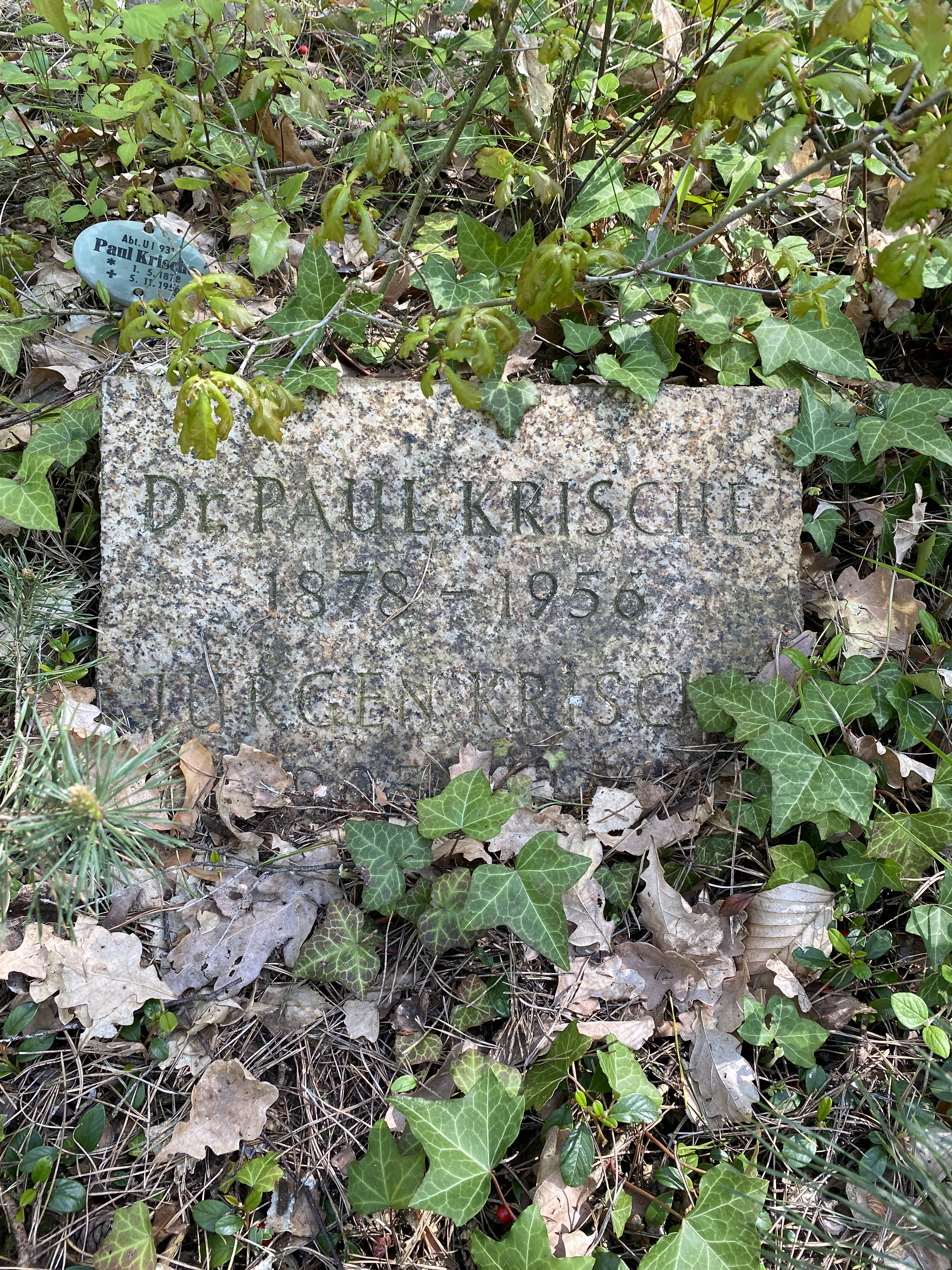
Grabstätte auf dem Waldfriedhof Zehlendorf

Paul August Heinrich Krische, verwandt mit dem Göttinger Altphilologen August Bernhard Krische (1809–1848), studierte seit 1898 Naturwissenschaften an der Universität Göttingen und promovierte 1903 bei Otto Wallach mit der Dissertation „Über Thiopinakone und ihre Umwandlung in Kohlenwasserstoffe“. Es folgte eine zweijährige Assistentenzeit an der landwirtschaftlichen Versuchsstation in Köslin (Pommern). Von 1906 bis 1943 war Krische Bibliothekar und Leiter des Literarischen Büros beim Deutschen Kalisyndikat in Berlin. Während dieser Zeit hat er als Chefredakteur die von diesem Syndikat herausgegebene Halbmonatsschrift „Die Ernährung der Pflanze“ redaktionell betreut und dort auch selbst zahlreiche Beiträge veröffentlicht. Nach 1947 war Krische in der SBZ auch noch verantwortlicher Redakteur der Zeitschrift „Die deutsche Landwirtschaft“ und im Bibliothekswesen der neugegründeten DDR tätig.
Krische hat einen Ratgeber über das Studium der Chemie herausgegeben und war Autor mehrerer Schriften über Agrikulturchemie, über chemische Untersuchungsmethoden und über rationelle Düngung. Hohes Ansehen in der Fachwelt erwarb er sich mit selbst gestalteten Karten über die regionale Verbreitung von Böden und Kulturpflanzen, die er in der Zeitschrift „Die Ernährung der Pflanze“ publizierte. Später hat er die meisten dieser Karten zusammen mit ergänzenden kartographische Darstellungen in vier großformatigen Atlas-Bänden veröffentlicht.
Paul Krische wurde auf dem Waldfriedhof Zehlendorf (Abt. I U93) beigesetzt.

## Freidenker und Sexualreformer
Paul Krische hatte 1904 in Köln die Lehrerin Maria Reineke (1880–1945) geheiratet, mit der er zwei Söhne hatte, die allerdings früh verstarben. Aus einer außerehelichen Verbindung hatte Paul Krische später einen weiteren Sohn. Paul und Maria Krische wurden Freidenker und waren in Berlin in der Freireligiösen Gemeinde aktiv, ab den Kriegsjahren auch in der Sexualreformbewegung. Maria Krische trat 1920 der „Ärztlichen Gesellschaft für Sexualwissenschaft und Eugenik“ bei, und zusammen mit ihrem Mann gehörte sie dem Arbeitsausschuss der „Weltliga für Sexualreform“ an. 1914 war sie in den Lehrberuf zurückgekehrt und seit 1919 Lehrerin bei der Freireligiösen Gemeinde in Berlin, die ihr Mann zeitweise neben seiner beruflichen Tätigkeit leitete. Maria Krische wurde 1928 auch Mitarbeiterin der SPD-Parteischule in Berlin, und 1929/30 gab sie mit dem Arzt und Sexualreformer Magnus Hirschfeld die populärwissenschaftliche Zeitschrift „Die Aufklärung“ heraus. Paul und Maria Krische teilten die Überzeugung, dass eine Veränderung des Produktionsprozesses im Sinne des Sozialismus ohne eine vorhergehende Revolution der sexuellen Verhältnisse undenkbar sei, und argumentierten hier ähnlich wie andere Freudo-Marxisten, sie wurden allerdings in deren sektiererischen Zirkeln nicht anerkannt. Ein auf fünf Bände angelegtes Werk „Der Schicksalsweg der Frau“ kam wegen der Machtergreifung der Nationalsozialisten 1933 über einen 1927 erschienenen Band über die Matriarchatsgesellschaft nicht hinaus. Paul und Maria Krische zogen sich nach 1933 aus dem öffentlichen Leben zurück.

## Nachlass
Ein Teilnachlass von Paul und Maria Krische, darunter zahlreiche Tage-, Jahres- und Erinnerungsbücher sowie etliche Unterlagen zur Familiengeschichte und vier Kästen mit Fotografien, wird heute von der Magnus-Hirschfeld-Gesellschaft (MHG) in Berlin aufbewahrt.

## Hauptwerke
- Wie studiert man Chemie? Ein Ratgeber für alle, die sich dieser Wissenschaft widmen. Verlag W. Violet Stuttgart 1904; 2. Aufl. 1919.
- Die Untersuchung und Begutachtung von Düngemitteln, Futtermitteln, Saatwaren und Bodenproben nach den offiziellen Methoden des Verbandes landwirtschaftlicher Versuchs-Stationen im Deutschen Reiche. Verlag Paul Parey Berlin 1906; 2. vollst. neubearb. u. erg. Aufl., gemeinsam mit Albert Kabitzsch, ebd. 1929.
- Nährstoffausfuhr und rationelle Düngung. Eine zeitgemäße Betrachtung für die landwirtschaftliche Praxis. Verlag Paul Parey Berlin 1907.
- Die Verwertung des Kalis in Industrie und Landwirtschaft. Eine wirtschaftliche Studie in vier Abschnitten. Verlag W. Knapp Halle 1908.
- Agrikulturchemie. Verlag Teubner Leipzig 1911; 2. Aufl. verb. Aufl. ebd. 1920 = Aus Natur und Geisteswelt Bd. 314.
- Bodenkarten und andere kartographische Darstellungen der Faktoren der landwirtschaftlichen Produktion verschiedener Länder. Verlag Paul Parey Berlin 1928.
- Landwirtschaftliche Karten als Unterlagen wirtschaftlicher, wirtschaftsgeographischer und kulturgeschichtlicher Untersuchungen. Deutsche Verlagsgesellschaft Berlin 1933.
- Mensch und Scholle. Kartenwerk zur Geschichte und Geographie des Kulturbodens. Deutsche Verlagsgesellschaft Berlin Bd. 1, 1936; Bd. 2 1939.
- Das Rätsel der Mutterrechtsgesellschaft : Eine Studie über d. Frühepoche d. Leistung u. Stellung d. Weibes, Unter Mitarb. von Maria Krische, München : Georg Müller 1927
- Marx und Freud : Neue Wege in der Weltanschauung u. Ethik d. Freidenker, Verlagsanstalt f. prolet. Freidenker, Leipzig 1924